# Yamanami Keisuke
Yamanami Keisuke est un nom japonais traditionnel ; le nom de famille (ou le nom d'école), Yamanami, précède donc le prénom (ou le nom d'artiste).
Yamanami Keisuke (山南 敬助, 1833 - 20 mars 1865) est un samouraï, secrétaire général (vice commandant) du Shinsen Gumi, force de police spéciale à Kyoto à la fin de l'époque d'Edo.

## Contexte
Bien que les détails de son origine ne sont pas clairs, il passe pour être le fils d'un instructeur de kenjutsu originaire du domaine de Sendai.
Yamanami est entraîné par Shūsaku Narimasa Chiba, fondateur de l'école Hokushin Itto-ryū, et atteint le Menkyo kaiden (« licence de transmission totale ») un peu avant 1860.
En 1860, après sa défaite face à Kondō Isami dans une rencontre, Yamanami Keisuke est inscrit au dōjō shieikan du Tennen Rishin-ryū à Edo (dirigé par Kondō depuis 1861.) Yamanami est particulièrement formé dans les arts littéraires et militaires, avec une personnalité douce et un bon cœur. Il est très admiré par l'instructeur en chef (jukutou) du shieikan, ainsi que par Okita Sōjirō (le futur Okita Sōji), qui l'appelle « grand frère ». En 1863, Yamanami, Kondō et d'autres membres du shieikan rejoignent le rōshi gumi, l'unité militaire envoyée à Kyoto par le shogunat Tokugawa.

## Époque duShinsen Gumi
Arrivé à Kyoto, Kondō et son unité demeurent dans la ville tandis que le reste des rōshi gumi retournent à Edo. Bientôt, le mibu rōshi gumi (qui devient plus tard le shinsen gumi) est formé. Yamanami sert comme vice-commandant, aux côtés de Hijikata Toshizō après que Niimi Nishiki est rétrogradé pour avoir incité une bagarre de rue avec des lutteurs de sumo à Kyoto.
Yamanami passe pour être l'un des membres du shieikan impliqués dans l'assassinat de Serizawa Kamo en 1863. Après la purge de la faction Serizawa, Yamanami devient l'un des deux vice-commandants (l'autre étant Hijikata Toshizo).
Yamanami ne prend pas part à la célèbre affaire Ikedaya en 1864, gardant alors le siège du groupe.

## Décès
Quelque temps après l'Ikedaya Jiken, il essaye d'échapper à la shinsen gumi malgré la réglementation contre les déserteurs. En conséquence, il commet seppuku pour kaishakunin le 20 mars (calendrier lunaire 23 février), 1865. Il existe plusieurs spéculations sur la raison de la désertion de Yamanami, y compris une théorie qui veut que Yamanami se suicide sans jamais avoir quitté le shinsen gumi. Une autre théorie avance qu'ayant perdu espoir quant à l'avenir du shogunat et déçu par les décisions politiques de Tokugawa Yoshinobu, forcé de choisir entre ses amis et la justice, Yamanami Keisuke décide de commettre un suicide honorable et d'échapper au scandale.
Dans l'ouvrage Shinsen gumi : the Shogun's Last Samurai Corps de Romulus Hillsborough, il est fait mention de l'évasion de Yamanami. Le paragraphe suivant est extrait du livre :
« Le problème avec Yamanami semble provenir d'un désaccord de philosophie, même si Shimosawa cite également une rivalité avec l'autre vice-commandant, Hijikata Toshizo. Yamanami aurait été vexé de la récente suffisance de Kondō et Hijikata. Il estime qu'ils ont oublié l'objectif initial pour lequel les membres du shieikan se sont enrôlés dans le mouvement « loyal et patriotique ». La volonté trop entière de pouvoir qui s'est récemment emparé de ses anciens amis a diminué leurs anciens idéaux patriotiques. Selon la plupart des sources, le dépit de Yamanami est exacerbé vers le début de 1865, quand Kondō et Hijikata, mécontents de leur siège à l'étroit à Mibu, décident de déménager dans un endroit plus spacieux au Nishi Hongan-ji dans le sud-ouest de la ville. Les prêtres du temple sont perplexes relativement à cette décision. Leurs tentatives de repousser les shinsen gumi sont ignorées par Kondō et Hijikata. Yamanami s'oppose à ce qu'il considère comme une contrainte faite à des prêtres bouddhistes. « Il y a certainement beaucoup d'autres endroits appropriés » fait-il valoir à Kondō et suggère que son commandant réexamine sa décision .Mais son commandant ne change pas d'avis et Yamanami décide de payer le prix ultime. Il compose une lettre d'adieu expliquant les raisons pour lesquelles il ne peut plus, en toute conscience, risquer sa vie sous le commandement de Kondō. Puis il fait défection. »
En bref, c'est la théorie la plus acceptée à l'égard de la raison pour laquelle Yamanami quitte le shinsen gumi, même si officiellement c'est encore un mystère. En outre, la source de Hillsborough à l'égard de la rivalité entre Yamanami et Hijikata, Shinsengumi Shimatsuki de Shimosawa Kan, est en fait classée comme fiction historique.
Yamanami s'enfuit à Ōtsu tandis que Kondō envoie Okita pour le récupérer. Après le retour de Yamanami à Mibu, il est condamné à commettre le seppuku. Il demande à Okita de lui servir de kaishakunin. Une théorie veut que Kondō Isami demande à Okita de servir de kaishakunin à Yamanami par respect pour celui-ci. (Le kaishakunin est habituellement un ami proche ou un membre de la famille chaque fois que possible.) Yamanami considère Okita comme sa famille et les deux partagent un lien très fort jusqu'à la fin de la vie de Yamanami.
Yamanami est enterré au Kōen-ji (光縁寺) à Kyoto.
Avant sa mort, Yamanami est le deuxième commandant du shinsen gumi. (C'est une idée fausse que Hijikata Toshizo a toujours été le commandant en second. En fait, Hijikata devient commandant en second après la mort de Yamanami.)

## Source de la traduction
- (en) Cet article est partiellement ou en totalité issu de l’article de Wikipédia en anglais intitulé « Yamanami Keisuke » (voir la liste des auteurs).